# Балкененде, Гетти
Гетти Балкененде (нидерл. Hetty Balkenende; родилась в 1939 году в Амстердаме, Северная Голландия, Нидерланды) — голландская пловчиха. Призёр чемпионата Европы по плаванию и чемпион национальных соревнований Нидерландов по водным видам спорта на длинной воде.

## Биография
Гетти Балкененде родился в 1939 году в Амстердаме. Тренировалась на базе клуба «ZAR». Профессионально начала выступать с 1954 года. Первые соревнования на которых Балкененде приняла участие был чемпионат Европы по водным видам спорта 1954 в Турине. Голландская пловчиха выступила в двух дисциплинах — 400 м вольным стилем и эстафета 4×100 м. В первом случае она заняла четвёртое место с результатом 5:21:60, а эстафета принесла ей серебряную медаль (4:33:20). В 1955 году она участвовала в национальном соревновании пловцов Нидерландов на длинной воде (Nederlandse Kampioenschappen). Заплыв на 100 м и 400 м вольным стилем принесли ей две золотые медали. Белканде принадлежат рекорды Мира, Европы и Нидерландов по плаванию в разных дисциплинах. В 1955 году она установила следующие рекорды:
- эстафета 4×100 м, комплексное плавание — 5:00:10 (Национальный рекорд Нидерландов на короткой и длинной воде, Европейский рекорд, 17.7.1955 год, Париж);
- 400 м вольным стилем — 5:05:40 (Национальный рекорд Нидерландов, Мировой рекорд, 03.9.1955 год, Будапешт).[2]